# Международен олимпийски комитет
Международният олимпийски комитет (МОК, на френски: Comité international olympique, CIO; на английски: International Olympic Committee, IOC) е международна неправителствена спортна организация, базирана в Лозана, Швейцария, създадена през 1894 г. от барон Пиер дьо Кубертен и Димитриос Викелас в Швейцария, която има за цел тогава възраждането на Олимпийските игри.
Международният олимпийски комитет (МОК) е най-голямата и най-уважавана в света спортна организация, която е управляваща организация за Националните олипийски комитети.
Има 82 международни спортни федерации, които са разпознавани от Международния олимпийски комитет. А членове на МОК са 206 (към 2020) национални олимпийски комитета от, като това включва всеки от 193 членки на ООН, и две държави с ограничено присъствие (Косово и Тайван).
- има и десет зависими територии: Американска Самоа, Американски Вирджински острови, Аруба, Бермуда, Британски Вирджински острови, Гуам, Кайманови острови, Нидерландски Антили, Острови Кук, Палестина, Пуерто Рико, Тайван.

## Президенти на МОК
Седалището на организацията се намира в Лозана, Швейцария.
1. Деметриус Викелас (1894 – 1896)
2. Пиер дьо Кубертен (1896 – 1925)
3. Анри де Байле-Латур (1925 – 1942)
4. Зигфрид Едстрьом (1942 – 1952)
5. Ейвъри Бръндидж (1952 – 1972)
6. Лорд Киланин (1972 – 1980)
7. Хуан Антонио Самаранч (1980 – 2001)
8. Жак Рох (2001 – 2013)
9. Томас Бах (2013 – 2025)
10. Кърсти Ковънтри (2025 – действащ)

## Спонсори
Световни спонсори на МОК са Atos, Coca-Cola, Dow, GE, McDonald's, Omega, Panasonic, Procter & Gamble, Samsung, Visa.